# Азотофиксатор
У атмосфери се азот  налази у великој количини (око 70%), али је у елементарном, инертном облику који је за већину биљака и животиња неприступачан. Огромна већина биљака врши синтезу аминокиселина и беланчевина на рачун нитрата из земљишта и воде, што значи да се у земљишту и води атмосферски азот мора да преведе у облик који је приступачан биљкама. Та улога припада одређеним микроорганизмима који врше фиксацију (везивање) атмосферског азота - азотофиксатори.
Фиксација азота представља редукциони процес превођења гаса азота из ваздуха у форму амонијака. Ово је виталан еколошки процес јер све зелене биљке имају потребу за азотом у облику амонијака или нитрата који им је неопходан за синтезу аминокиселина од којих изграђују своје протеине. Биљни протеини су једини извор протеина за животиње. Једини организми који могу обавити ову редукциону реакцију су неке врсте бактерија и цијанобактерија (Cyanophyta, модрозелене алге). Дакле, цео живот на нашој планети заснива се практично на директној или индиректној зависности од ових организама. Азотофиксатори обезбеђују везу између неизмерног богатства азота као гаса у атмосфери и осталог живог света на планети Земљи.
Азот који се фиксира у облику амонијака или амонијума представља основни материјал за хемоаутотрофне нитрификационе бактерије. 
Сам процес фиксације азота представља сложену серију редукционих реакција. Атоми азота унутар молекула су међусобно повезани троструком ковалентном везом која азот чини веома стабилним. Једини облици који могу редуковати ову везу су управо азотофиксирајуће бактерије и они облици међу цијанобактеријама који поседују хетероцисте. Хетероцисте су нефотосинтетичке ћелије унутар којих се врши фиксација азота код цијанобактерија. Ове ћелије користе фотосистем I да обезбеде енергију за фиксацију азота, али део процеса светле фазе фотосинтезе у којем долази до ослобађања О2. Ако анализирамо азотофиксаторске фотосинтетичке цијанобактерије могли бисмо рећи да су то организми који су сами себи довољни. Њима су потребни само угљендиоксид и неке неорганске супстанце за метаболизам, а све остало су у стању да саме обезбеде. То је и разлог зашто су ови облици пионирске заједнице - успевају да колонизују нова станишта (нпр. стене тек изложене на површини земљишта после земљотреса или ерупције вулкана) пре него би било која друга група организама ту могла да живи.
За серију редукционих реакција у процесу фиксације азота неопходан је снажан редукујући агенс, односно електрони из фотосинтезе или респурације, АТП (аденозин-трифосфат) и ензим нитрогеназа. Трострука ковалентна веза у азоту је веома стабилна и потребна је велика количина енергије за њено кидање; она износи 15 АТП за фиксирање сваког молекула азота. Ензим нитрогеназа је неопходан за овај процес, али овај ензим бива веома брзо инактивиран присуством молекуларног кисеоника (О2) и не може функционисати у ћелији у којој долази до производње кисеоника у току фотосинтезе. Због тога се фиксација код цијанобактерија обавља у хетероцистама.
Бактерије које фиксирају азот су много проучаване, посебно са становишта њиховог значаја у пољопривреди. Већ је дуги низ година познато да биљке махунарке или легуминозе (фам. Fabaceae), којима припадају пасуљ, грашак, луцерка, детелина, грахорица и др. представљају значајне културе у ротирању усева на пољопривредним површинама јер побољшавају плодност земљишта. Разлог за то је што на чворићима (нодусима) корена ових биљака живе бактерије из рода Rhisobium. Ове бактерије користе шећере које производе биљке у процесу фотосинтезе, а за узврат их снабдевају амонијаком.
Данас се много ради на томе да се овај феномен што је могуће више примени, јер уколико би били у стању да и код других пољопривредних култура утичемо на формирање оваквих симбиотских односа, сигурно би се смањили трошкови у погледу скупих азотних ђубрива и истовремено би се побољшао квалитет протеина ових култура. Рад на оваквом пројекту укључује селекцију, микробиологију и генетичку инжењеринг.
Циклус кружења азота почиње, у ствари, када неке цијанобактерије и земљишне бактерије, дакле азотофиксатори, апсорбују атмосферски азот везујући га у свом телу у неком од органских једињења азота, нпр. аминокиселинама. Неке друге бактерије (из рода ризобијум), у симбиози са кореном биљака легуминоза такође врше фиксацију азота. када се тела ових азотофиксатора подвргну труљењу, њихове се аминокиселине претварају у амонијак, који се под дејством друге врсте бактерија, нитрификационих, претвара у нитрате, доступне биљкама.